# Hôtel de ville de Créteil
L'hôtel de ville de Créteil est situé, 1 place Salvador-Allende, à Créteil, dans le Val-de-Marne, en région Île-de-France.

## Caractéristiques
Le bâtiment construit au début des années 1970 dans le cadre du Nouveau Créteil, pour servir d'hôtel de ville à l'administration municipale de Créteil. Auparavant, l'hôtel de ville était situé dans l'enceinte du château des Mèches, situé rue des Mèches, donnant sur l'actuel parc Dupeyroux, et devenu en 1974 la Maison du combattant.
Bâti sur les plans de Pierre Dufau, il utilise un système « socle / bloc ».
Il est situé au bord du lac de Créteil, en face du lycée Léon Blum (de l'autre côté du lac).